# Самооборона Майдана
«Самооборо́на Майда́на» — общественная организация, созданная в Киеве 1 декабря 2013 года в ответ на разгон Евромайдана правоохранительными органами. Координировала свои действия исключительно со «Штабом национального сопротивления». В состав организации вошли активисты, организованные в отряды («сотни»), участвовавшие в обеспечении безопасности участников массовых протестов, поддержании общественного порядка на территории, контролируемой активистами, и в других мероприятиях. С 22 февраля 2014 года контролировали правительственный квартал в Киеве, включая здания Администрации президента, Верховной рады, кабинета министров Украины, Министерства внутренних дел и другие административные здания. По состоянию на 26 февраля 2014 года в «Самообороне Майдана» официально существовало 42 сотни. Руководил действиями «Самообороны Майдана» комендант Майдана Андрей Парубий, в период «Евромайдана» — депутат Верховной Рады от партии «Батькивщина».
В соответствии с Соглашением, подписанным между президентом Украины Виктором Януковичем и лидерами оппозиции Арсением Яценюком, Виталием Кличко и Олегом Тягнибоком 21 февраля 2014 года, всё незаконное оружие требовалось сдать в органы Министерства внутренних дел Украины в течение 24 часов после подписания и опубликования закона о возврате к Конституции 2004 года, что не было выполнено «Самообороной Майдана»
16 марта 2014 года первый вице-премьер Виталий Ярема заявил, что со следующей недели все отряды самообороны будут объявлены вне закона. По его словам, в ходе совещания с Александром Турчиновым было решено прекратить деятельность организаций Самообороны и в настоящее время идут консультации с советом Майдана по их расформированию.

## Структура
В декабре 2013 года они организационно делились на 17 «сотен», в каждой от 70 до 300 человек. К февралю 2014 года их численность достигла 12 000 бойцов, ставится задача довести численность организации до 100 тысяч членов. Организационно Самооборона разбита на 39 «сотен». Главная структурная единица «сотни» — «десяток» («рой») из 8—12 человек, которые, в свою очередь, могут объединяться в «чоту» (3—4 «роя»).

## Деятельность
В состав «Самообороны Майдана» входили ветераны спецслужб, а также участники войн в Афганистане, Ираке, Чечне (которые в основном выполняли функцию инструкторов), а также студенты и молодёжь.
11 февраля 2014 года руководителем отрядов «Самообороны Майдана» было объявлено о создании «Всеукраинского надпартийного общественного движения „Самооборона Майдана“». Соответствующий Указ № 1 подписал Андрей Парубий.
При активной поддержке Конгресса украинских националистов Отряды самообороны также создаются в Закарпатье, Черновцах и Львове.
В ночь с 21 на 22 февраля, по сообщению коменданта майдана Андрея Парубия участники отрядов «самообороны Майдана» заняли здания Верховной Рады и президентской администрации.
22 февраля 2014 года назначенный Верховной радой и. о. министра внутренних дел Арсен Аваков заявил, что представители Самообороны будут включены в руководящий состав МВД Украины. Валентин Наливайченко, назначенный Уполномоченным по контролю за деятельностью Службы безопасности Украины, пригласил к «совместной работе представителей Самообороны Майдана».
24 февраля в поселке Гостомель Киевской области группа, представившихся «самообороной майдана», ворвалась в дом сына лидера КПУ Петра Симоненко. Они искали ценности и компромат, а потом бросили в дом коктейль Молотова, из-за чего начался пожар. Взятый под охрану Самообороны особняк бывшего генерального прокурора Украины Виктора Пшонки разгромлен и разворован.
Один из активистов Самообороны Майдана Николай Величкович назначен 26 февраля 2014 года заместителем министра внутренних дел Украины.
Некоторые члены Самообороны, выйдя из под контроля руководства, совершили несколько актов
мародёрства, украли раритетные автомобили из резиденции Виктора Януковича. Депутат от «Батькивщины» Москаль в конце февраля заявил, что бандитизмом, в том числе мародерством, грабежами и вымогательством занимаются люди из сотен Самообороны Майдана.
По сообщению ОАО «КАМАЗ», 13 марта 2014 года Самообороной Майдана, возле города Чернигов, при перегоне с Украины в Казахстан, было конфисковано 43 автомобиля КАМАЗ стоимостью более ста миллионов рублей, а под угрозой незаконного изъятия оказалось ещё 150 КАМАЗов, находящиеся на складе.
В конце февраля группа активистов, в том числе от Самообороны и Правого сектора, угрозами заставили депутатов городского совета Ирпеня собраться на внеочередную сессию и проголосовать за отставку мэра. По словам депутата угрозы звучали следующим образом: «если вы руку не поднимаете, мы вам отрежем руку, мы будем у вас дома, мы расправимся с вашими семьями, с вашим имуществом».
28 февраля 2014 года в Верховную раду Украины внесён проект закона № 4327 «О страже», в случае принятия которого были бы урегулированы правовые вопросы деятельности Самообороны Майдана.
12 марта 2014 года Верховная Рада приняла закон Украины «Про Национальную Гвардию Украины». В соответствии с ним формируются военные формирования с правоохранительными функциями, которое входят в систему Министерства внутренних дел Украины
. Национальная гвардия формируется на основе внутренних войск, а входят в неё бойцы Самообороны Майдана и «Правого сектора». Однако Дмитрий Ярош 18 марта заявил, что ни один из его бойцов в ряды Национальной гвардии не записался и сдавать оружие его организация не будет. 31 марта 2014 года стало известно, что из 450 тренирующихся в Нацгвардии самообороновцев только 274 изъявили желание записаться на контракт в резерв, остальные планируют вернуться на Майдан либо не подошли по состоянию здоровья.
16 марта 2014 года первый вице-премьер Виталий Ярема заявил, что со следующей недели все отряды Самообороны будут объявлены вне закона. По его словам, в ходе совещания с Александром Турчиновым было решено прекратить деятельность формирований Самообороны и в настоящее время идут консультации с советом Майдана по их расформированию.
Более конкретно сказал премьер-министр Украины Арсений Яценюк:
«Все, кто хотят защищать Украину, должны вступать в Национальную гвардию, все, кто ходят по улице с оружием, и не вступили в Нацгвардию —  вне закона».
Однако, Самооборона Майдана не спешит в Национальную гвардию Украины, а продолжает свою деятельность:
- 23 марта 2014 года 11-я сотня пыталась проникнуть в здание Российского центра науки и культуры в Киеве, заявив о своем желании использовать помещения и имеющееся в них имущество и что тут теперь будет их штаб, а потом похитила автомобиль центра[39].
- 23 марта 2014 года в Запорожье несколько десятков человек из Самообороны Майдана, вооружённые молотками, топорами и лопатками, камнями, арматурой, палками и бутылками, напали на мелитопольцев, которые совершали автопробег Дружбы. Есть раненые, разбито около 10 автомобилей[40].

10 апреля на здание Всеукраинского центрального союза потребительских обществ, расположенного в центре Киева, напали бойцы Самообороны Майдана. Нападавших было около 80 человек и вели они себя агрессивно. По их словам, им поступила анонимная информация, что из здания будут вывозить ценные документы и технику. Об этом сообщил на своей странице в Facebook замдиректора департамента Укоопсоюза Денис Гороховский. Позже представитель Самообороны утверждал, что активисты не дали вывезти ценные бумаги. По информации Радио Свобода, Самооборона Майдана все же помешала вывозу из здания Укркоопсоюза ряда документов.После прибытия на место происшествия сотрудники правоохранительных органов опечатали машину, в которой вывозились бумаги, для дальнейших следственных действий.
16 мая прошло учредительное собрание всеукраинской общественной организации «Самооборона Майдана». Собрание проводил руководитель «Самообороны Майдана», секретарь Совета национальной безопасности и обороны Украины Андрей Парубий. На собрании присутствовали представители областей Украины, сотники самообороны, а также представители батальонов Национальной гвардии, территориальной обороны, спецбатальонов при МВД, сформированных из активистов самообороны, участвующих в силовой операции на востоке Украины. В тот же день принёс присягу Второй батальон Национальной гвардии, состоящий из активистов «Самообороны Майдана», который также готовится для отправки «на фронт для борьбы за Украину». Сам Андрей Парубий 16 мая был назначен главой украинской части Совместной рабочей группы Украина-НАТО по вопросам военной реформы.

## Цель
Самооборона Майдана ставит перед собой следующие задачи:
- Сохранить суверенитет и единство Украины;
- Отстоять европейский выбор Украины;
- Защитить права и свободы граждан;
- Сопротивляться действующему режиму до полного его устранения.

## Функции
В соответствии с Приказом № 1, среди основных функций Самообороны Майдана:
- Активное противодействие попыткам власти установить диктатуру на Украине;
- Защита гражданских прав украинцев, а именно права на честные выборы и мирный протест;
- Противодействие воздействиям российских властей на Украину;
- Борьба с проявлениями коррупции и произвола чиновников;
- Очищение власти от криминальных и антиукраинских элементов;
- Поддержание общественного порядка на территориях, свободных от контроля украинскими властями, а также расширение таких территорий, поддержка и защита новых эффективных практик общественного управления на этих территориях.

## Известные личности
- Андрей Парубий

## Видео
| - Марш Самообороны Майдана на Генпрокуратуру Украины, 14 февраля 2014 г. - Проверка документов Самообороной Майдана в Киев, 24 февраля 2014 г. - Самооборона Майдана, Тимошенко и Яценюк, 25 февраля 2014 г. | - Учения Самообороны Майдана, 15 февраля 2014 г. - Самооборона Майдана на Крещатике, 10 февраля 2014 г. - Сюжет Украинского телевидения о Самообороне Майдана, февраль 2014 г. |